# Даурія (селище)
Дау́рія (рос. Даурия) — селище у складі Забайкальського району Забайкальського краю, Росія. Адміністративний центр та єдиний населений пункт Даурського сільського поселення.

## Історія
Даурія була заснована 1900 року як залізнична станція Забайкальської залізниці, до якої 1909 року було приєднано селище. До Громадянської війни в Даурії розташовувався 1-й Аргунський полк і 1-а Забайкальська козача батарея 1-ї Окремої Забайкальської козачої бригади Забайкальського козачого війська.

## Населення
Населення — 3850 осіб (2010; 4242 у 2002).
Національний склад (станом на 2002 рік):
- росіяни — 83 %